# L'artista in conversazione con Johann Jakob Bodmer
L'artista in conversazione con Johann Jakob Bodmer, o L'artista a colloquio con Bodmer (in tedesco: Bodmer und Füssli vor der Büste Homers, "Bodmer e Füssli davanti al busto di Omero"), è un quadro dell'artista svizzero  Johann Heinrich Füssli, realizzato tra il 1778 e il 1780. Quest'olio su tela è una scena di genere che rappresenta una conversazione del pittore con Johann Jakob Bodmer, che fu il suo professore al collegio Carolinum di Zurigo, dinnanzi a un busto imponente di Omero. Quest'autoritratto come filosofo è conservato alla Kunsthaus di Zurigo.

## Descrizione
In quest'opera giovanile Johann Heinrich Füssli si dipinse assieme al suo maestro davanti a un grande busto del poeta Omero, caratterizzato dagli occhi chiusi e da una barba lunga. La presenza di questo busto nella camera potrebbe essere dovuta al fatto che Johann Jakob Bodmer aveva tradotto da poco l'Odissea. Alcuni studiosi, tuttavia, hanno riconosciuto nel busto Platone, che simboleggerebbe il carattere pedagogico della scena. Le dimensioni sproporzionate della scultura, la cui testa è più grande di quella dei due uomini, potrebbero "rendere monumentale il passato". Il professore zurighese conversa con il suo alunno ed enfatizza le proprie espressioni con il movimento delle mani. Füssli tuttavia non lo guarda negli occhi, né guarda il volto scultoreo del poeta epico, in quanto egli ha lo sguardo perso nel vuoto e assorto nei suoi pensieri. L'opera costituisce un anello di congiunzione tra l'iniziazione intellettuale del pittore e il percorso poetico da lui scelto.